# Biserica Ortodoxă Finlandeză
Biserica Finlandei este o biserică ortodoxă autonomă, al cărei primat este confirmat de Patriarhia de Constantinopol. Este a doua biserică oficială a Finlandei, alături de Biserica Evanghelică Luterană a Finlandei.

## Istorie
Credința ortodoxă este cea mai veche formă de creștinism din Finlanda. S-a răspândit în sudul Finlandei și printre locuitorii Careliei din jurul lacului Ladoga prin contacte comerciale și de alte feluri cu Răsăritul, în urmă cu 1000 de ani. Fondarea mănăstirilor din insulele lacului Ladoga a contribuit semnificativ la răspândirea și fixarea credinței ortodoxe în estul Finlandei. Mănăstirile erau centre misionare importante.
În timpul dominației ruse din secolul al XIX-lea, în Helsinki, Viipuri și în istmul Carelia, Ortodoxia a fost asociată cu elita asupritoare a țării. Cu toate acestea, mulți țărani finlandezi, sami și karelieni erau membri ai Bisericii Ortodoxe.
La scurt timp după Declarația de independență a Finlandei în 1917, Biserica Ortodoxă Finlandeză s-a separat complet de Biserica Ortodoxă Rusă, devenind sufragană (subordonată) a Patriarhiei Ecumenice. Noul calendar a fost și el adoptat, inclusiv Pascalia, separând astfel Biserica Finlandei de restul Bisericilor Ortodoxe, indiferent dacă acestea urmau calendarul nou sau vechi bisericesc. Alte reforme introduse după independență au inclus înlocuirea limbii liturgice: slavonei îi ia locul finlandeza (se folosesc și alte alte limbi în funcție de parohie și situație, de exemplu slavona, suedeza, engleza) și mutarea scaunului arhiepiscopal din orașul multietnic Viipuri în orașul cu vorbitori de finlandeză Sortavala.
Până la izbucnirea celui de al Doilea Război Mondial majoritatea ortodocșilor finlandezi se găseau în Karelia. Din cauza războiului, mulți rezidenți din acea provincie de graniță au fost evacuați în alte părți ale țării. Mănăstirea Valaam a fost evacuată în 1940, iar Mănăstirea Noul Valaam a fost fondată în 1941 în Heinävesi. Mai târziu, călugării din mănăstirile Konevitsa și Petsamo s-au alăturat comunității de la Noul Valaam. A fost evacuată și mănăstirea de maici de la Heinävesi în 1946. A fost stabilită o nouă împărțire în parohii, și au fost construite multe biserici în anii 1950. După ce orașul Viipuri a fost înglobat în Uniunea Sovietică, scaunul său eparhial a fost mutat la Helsinki. O a treia eparhie a fost stabilită la Oulu în 1979.

## Ortodoxia finlandeză astăzi
Astăzi, Ortodoxia este practicată de ruși, karelieni și de sami, deși și-a mai pierdut din imaginea de religie a clasei privilegiată cu care era mult mai mult asociată în trecut. Biserica Ortodoxă a Finlandei are în jur de 60.000 de membri. În ultimele decade, comunitatea a crescut în mod continuu.
Întâistătătorul actual al BOF este Înaltpreasfințitul Leon Makkonen, Arhiepiscop de Helsinki și a întregii Finlande.

## Structura Bisericii
În Biserica autonomă a Finlandei sunt trei  mitropolii:
- Mitropolia de Helsinki
- Mitropolia de Karelia
- Mitropolia de Oulu